# Louis de Nogaret de La Valette d'Épernon
Louis de Nogaret de La Valette d'Épernon (Angoulême, 8 febbraio 1593 – Rivoli, 28 settembre 1639) è stato un cardinale, arcivescovo cattolico e condottiero francese, luogotenente generale delle armate del Re.
Era figlio di Jean Louis de Nogaret de La Valette, duca di Épernon, e di Margherita di Foix-Gandale.

## Biografia
All'età di 6 anni ricevette la commenda dell'abbazia di Grand Selve. Nel 1613 lasciò il titolo abbaziale per la nomina ad arcivescovo di Tolosa. Divenne quindi abate commendatario di Saint-Victor de Marseille, Saint-Victor de Metz, Saint-Sernin de Toulouse, Saint-Mélaine de Rennes, de la Grasse, de Berdouesand e di Gard-sur-la-Somme. Nel 1622 diviene priore di Saint-Martin-des-Champs. Divenne anche gran elemosiniere di Luigi XIII.
Nel concistoro dell'11 gennaio 1621 venne nominato cardinale da papa Paolo V e ricevette il titolo di cardinale diacono di Sant'Adriano al Foro il 20 novembre 1623 da papa Urbano VIII.
Nel 1630, durante la congiura ordita contro il cardinale Richelieu che va sotto il nome di giornata degl'ingannati, fu probabilmente Louis de Nogaret a convincere il Richelieu a recarsi a Versailles per convincere il re Luigi XIII delle sue buone ragioni, il che gli consentì di mantenere la carica di primo ministro e di vedere la sua rivale, Maria de' Medici, madre del re, inviata in esilio. Richelieu lo nominò comandante delle truppe del re e governatore in Angiò, poi a Metz, quindi gli affidò, nel 1635 il comando delle truppe reali in Germania, nel corso della guerra dei trent'anni. Nel 1637 venne inviato in Piccardia ed infine in Italia, ove morì improvvisamente a Rivoli. La sua salma venne inumata nel castello di famiglia a Cadillac (Aquitania).

## Conclavi
Durante il periodo del suo cardinalato si tennero due conclavi:
- conclave del 1621, che elesse papa Gregorio XV
- conclave del 1623, che elesse papa Urbano VIII

ma Louis de Nogaret de La Valette d'Épernon non partecipò a nessuno dei due.

## Ascendenza
|                                             |                              |                                        | Genitori                            |  |  | Nonni |  |  | Bisnonni                           |  |  | Trisnonni                             |  |
|                                             |                              |                                        |                                     |  |  |       |  |  | 8. Pierre de Nogaret de la Valette |  |  | 16. Bertrand de Nogaret de la Valette |  |
|                                             |                              |                                        |                                     |  |  |       |  |  | 8. Pierre de Nogaret de la Valette |  |  | 16. Bertrand de Nogaret de la Valette |  |
|                                             |                              | 17. Anne de Bertolene                  |                                     |  |  |       |  |  | 8. Pierre de Nogaret de la Valette |  |  |                                       |  |
| 4. Jean de Nogaret de La Valette            |                              |                                        |                                     |  |  |       |  |  | 8. Pierre de Nogaret de la Valette |  |  |                                       |  |
|                                             |                              | 9. Marguerite de L'Isle                | 18. Jean de L'Isle                  |  |  |       |  |  |                                    |  |  |                                       |  |
|                                             |                              | 9. Marguerite de L'Isle                | 18. Jean de L'Isle                  |  |  |       |  |  |                                    |  |  |                                       |  |
|                                             |                              | 9. Marguerite de L'Isle                | 19. Jeanne Galard                   |  |  |       |  |  |                                    |  |  |                                       |  |
| 2. Jean Louis de Nogaret de La Valette      |                              | 9. Marguerite de L'Isle                |                                     |  |  |       |  |  |                                    |  |  |                                       |  |
|                                             |                              | 10. Pierre de Saint-Lary de Bellegarde | 20. Raymond de Saint Lary           |  |  |       |  |  |                                    |  |  |                                       |  |
|                                             |                              | 10. Pierre de Saint-Lary de Bellegarde | 20. Raymond de Saint Lary           |  |  |       |  |  |                                    |  |  |                                       |  |
|                                             |                              | 10. Pierre de Saint-Lary de Bellegarde | 21. Miramonde de Lagorsan           |  |  |       |  |  |                                    |  |  |                                       |  |
| 5. Jeanne de Saint-Lary de Bellegarde       |                              | 10. Pierre de Saint-Lary de Bellegarde |                                     |  |  |       |  |  |                                    |  |  |                                       |  |
|                                             |                              | 11. Marguerite d'Orbessan              | 22. Pierre d'Orbessan               |  |  |       |  |  |                                    |  |  |                                       |  |
|                                             |                              | 11. Marguerite d'Orbessan              | 22. Pierre d'Orbessan               |  |  |       |  |  |                                    |  |  |                                       |  |
|                                             |                              | 11. Marguerite d'Orbessan              | 23. Jeanne de Termes                |  |  |       |  |  |                                    |  |  |                                       |  |
| 1. Louis de Nogaret de La Valette d'Épernon |                              | 11. Marguerite d'Orbessan              |                                     |  |  |       |  |  |                                    |  |  |                                       |  |
|                                             | 12. Frédéric de Foix-Candale | 24. Gaston III de Foix-Candale         |                                     |  |  |       |  |  |                                    |  |  |                                       |  |
|                                             | 12. Frédéric de Foix-Candale | 24. Gaston III de Foix-Candale         |                                     |  |  |       |  |  |                                    |  |  |                                       |  |
|                                             | 12. Frédéric de Foix-Candale | 25. Marthe d'Astarac                   |                                     |  |  |       |  |  |                                    |  |  |                                       |  |
| 6. Henri de Foix-Candale                    | 12. Frédéric de Foix-Candale |                                        |                                     |  |  |       |  |  |                                    |  |  |                                       |  |
|                                             |                              | 13. Françoise de La Rochefoucauld      | 26. François II de La Rochefoucauld |  |  |       |  |  |                                    |  |  |                                       |  |
|                                             |                              | 13. Françoise de La Rochefoucauld      | 26. François II de La Rochefoucauld |  |  |       |  |  |                                    |  |  |                                       |  |
|                                             |                              | 13. Françoise de La Rochefoucauld      | 27. Anne de Polignac                |  |  |       |  |  |                                    |  |  |                                       |  |
| 3. Marguerite de Foix-Candale               |                              | 13. Françoise de La Rochefoucauld      |                                     |  |  |       |  |  |                                    |  |  |                                       |  |
|                                             |                              | 14. Anne de Montmorency                | 28. Guillaume de Montmorency        |  |  |       |  |  |                                    |  |  |                                       |  |
|                                             |                              | 14. Anne de Montmorency                | 28. Guillaume de Montmorency        |  |  |       |  |  |                                    |  |  |                                       |  |
|                                             |                              | 14. Anne de Montmorency                | 29. Anne Pot                        |  |  |       |  |  |                                    |  |  |                                       |  |
| 7. Marie de Montmorency                     |                              | 14. Anne de Montmorency                |                                     |  |  |       |  |  |                                    |  |  |                                       |  |
|                                             |                              | 15. Maddalena di Savoia                | 30. Renato di Savoia-Villars        |  |  |       |  |  |                                    |  |  |                                       |  |
|                                             |                              | 15. Maddalena di Savoia                | 30. Renato di Savoia-Villars        |  |  |       |  |  |                                    |  |  |                                       |  |
|                                             |                              | 15. Maddalena di Savoia                | 31. Anna Lascaris                   |  |  |       |  |  |                                    |  |  |                                       |  |
|                                             |                              | 15. Maddalena di Savoia                |                                     |  |  |       |  |  |                                    |  |  |                                       |  |